# Vatikanologija
Vatikanologija je žanr novinarstva, ki se ukvarja s preučevanjem in raziskovanjem delovanja Svetega sedeža in Rimskokatoliške cerkve. Največji poudarek je na mehanizmih izbire in imenovanja vodilnih oseb znotraj Rimskokatoliške cerkve. Oseba, ki se ukvarja z vatikanologijo se imenuje vatikanolog. Izraz je nastal v 20. stoletju.
Izraz izvira iz izraza 'kremljolog', ki je označeval akademske strokovnjake, ki so spremljali delovanje Komunistične partije Sovjetske zveze, še zlasti njeno delovanje in izbiro vodilnih oseb. Oba subjekta sta javnosti delovala skrivnostno, zato so pozornost prevzeli 'strokovnjaki', za katere se je smatralo, da so znali prebrati subtilne znake o bodočih spremembah v političnem vrhu obeh subjektov. Med znane vatikanologe se uvrščajo pisec in komentator Peter Hebblethwaite, ki je med drugim napisal biografiji papeža Janeza XIII. in papeža Pavla VI. ter uspešnico o dogodkih leta 1978 v knjigi Leto treh papežev. Med ugledne vatikanologe uvrščamo tudi Roberta Blaira, ki je za Time poročal o drugem vatikanskem koncilu. Leta 2005 so številni vatikanologi postali prepoznavni s svojimi objavami, saj so tega leta potekale prve papeške volitve v internetni dobi. Za ljubiteljske opazovalce Vatikana je tako internet postal priljubljen medij za širjenje svojih opazovanj in mnenj.